# Phan Thế Dõng
Phan Thế Dõng (nghệ danh Trần Nhu, sinh năm 1927 tại xã Thạnh Trị, huyện Gò Công Tây, tỉnh Tiền Giang) là nhà quay phim Việt Nam, được tặng danh hiệu Nghệ sĩ ưu tú, và được truy tặng Giải thưởng Hồ Chí Minh về Văn học Nghệ thuật (năm 2022). Ông còn dùng nhiều bí danh khác là Nguyệt Hải, Mai Lộc, Khương Mễ, Vũ Sơn...

## Tiểu sử và sự nghiệp
Năm 1947, Trần Nhu tham gia kháng chiến, gia nhập Trung đoàn 115 tỉnh Sa Đéc. Năm 1949 ông được rút về tổ nhiếp - điện ảnh thuộc Khu 8 trở thành những người có công gây dựng nền điện ảnh Nam bộ kháng chiến lúc bấy giờ.
Năm 1954, ông tập kết ra Bắc, được phân công về phòng văn nghệ quân đội thuộc Tổng cục Chính trị. Hai năm sau ông chuyển ngành về Xưởng Phim tài liệu trung ương và được tham gia lớp đào tạo quay phim cùng các đồng nghiệp khác như Hải Ninh, Bùi Đình Hạc, Ma Cường, Tâm Hiền, Hồng Sến... 
Tháng 4-1961, Trần Nhu trở lại chiến trường miền Nam và sau đó đã trở thành một trong những tên tuổi đầu tiên của Xưởng phim Giải Phóng (thành lập năm 1962, tiền thân của Hãng phim Giải Phóng).
Những bộ phim tài liệu kháng chiến của ông quay không nhiều, chỉ có bốn phim nhưng phim nào cũng đoạt giải: Chiến thắng Gò Quao được giải thưởng Nguyễn Đình Chiểu của Hội Văn nghệ giải phóng năm 1965, Đội nữ pháo binh Long An đoạt giải Bông sen vàng tại Liên hoan phim VN 1970, Hạt lúa vành đai đoạt Bông sen bạc... Riêng Du kích Củ Chi còn đoạt huy chương vàng Liên hoan phim quốc tế Matxcơva năm 1967, giải Bồ câu bạc Liên hoan phim quốc tế Leipzig 1967 (hiện những thước phim tài liệu này hằng ngày vẫn được chiếu cho du khách xem tại khu di tích địa đạo Củ Chi).
Năm 2022, ông được truy tặng Giải thưởng Hồ Chí Minh về Văn học Nghệ thuật với các phim tài liệu Du kích Củ Chi, Hạt lúa vành đai, Đội nữ pháo binh Long An.

## Các tác phẩm chính
- Chiến thắng Gò Quao
- Đội nữ pháo binh Long An
- Hạt lúa vành đai
- Du kích Củ Chi

## Vinh danh
- Huân chương lao động hạng nhất (2004)[3]
- Nghệ sĩ ưu tú
- Giải thưởng Hồ Chí Minh về Văn học Nghệ thuật (2022)